# 瓦利德·基亚尔
瓦利德·基亚尔（法語：Walide Khyar，1995年6月9日—），法国男子柔道运动员，2016年欧洲柔道锦标赛男子60公斤级金牌得主、2023年世界柔道锦标赛男子66公斤级铜牌得主、2023年欧洲柔道锦标赛男子66公斤级铜牌得主。